# 日本のスポーツ

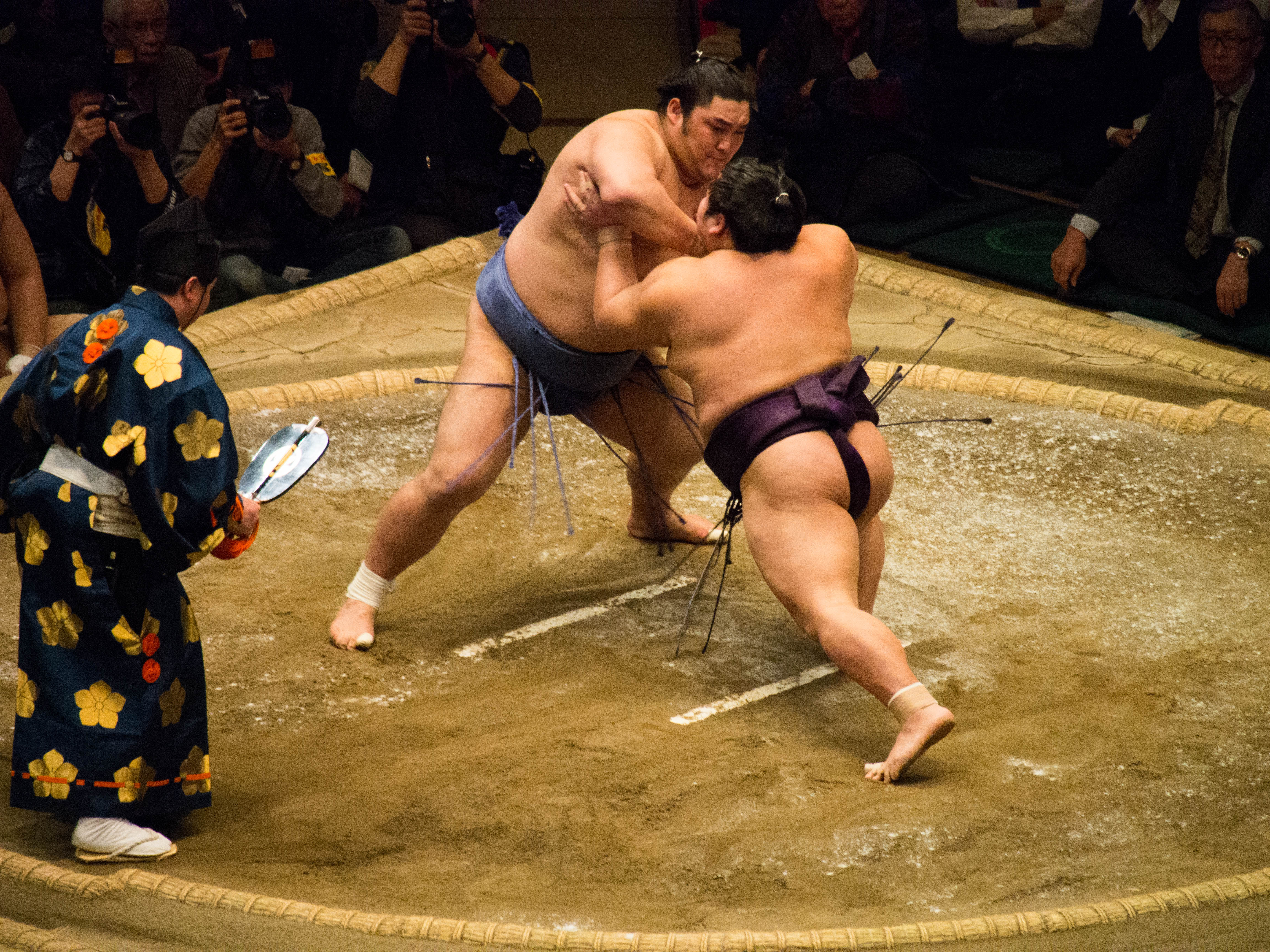
相撲は、日本で古来から行われている。隠岐の海対豪風戦、2014年1月25日、両国国技館での1月場所にて。

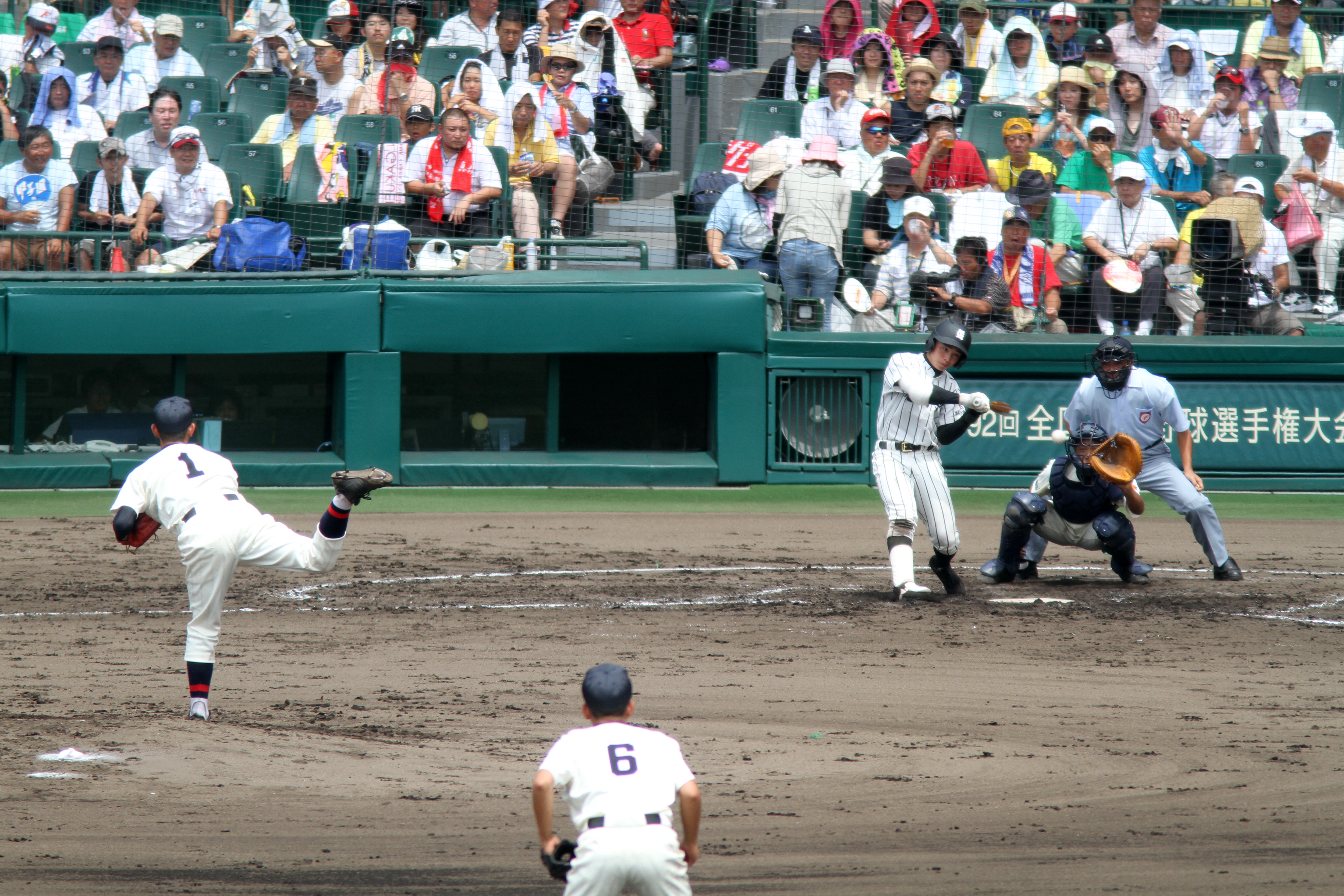
野球は日本で最も人気のあるスポーツであり、特に高校野球は国民的行事になっている。2010年8月7日、第92回全国高等学校野球選手権大会、九州学院高校対松本工業高校戦。

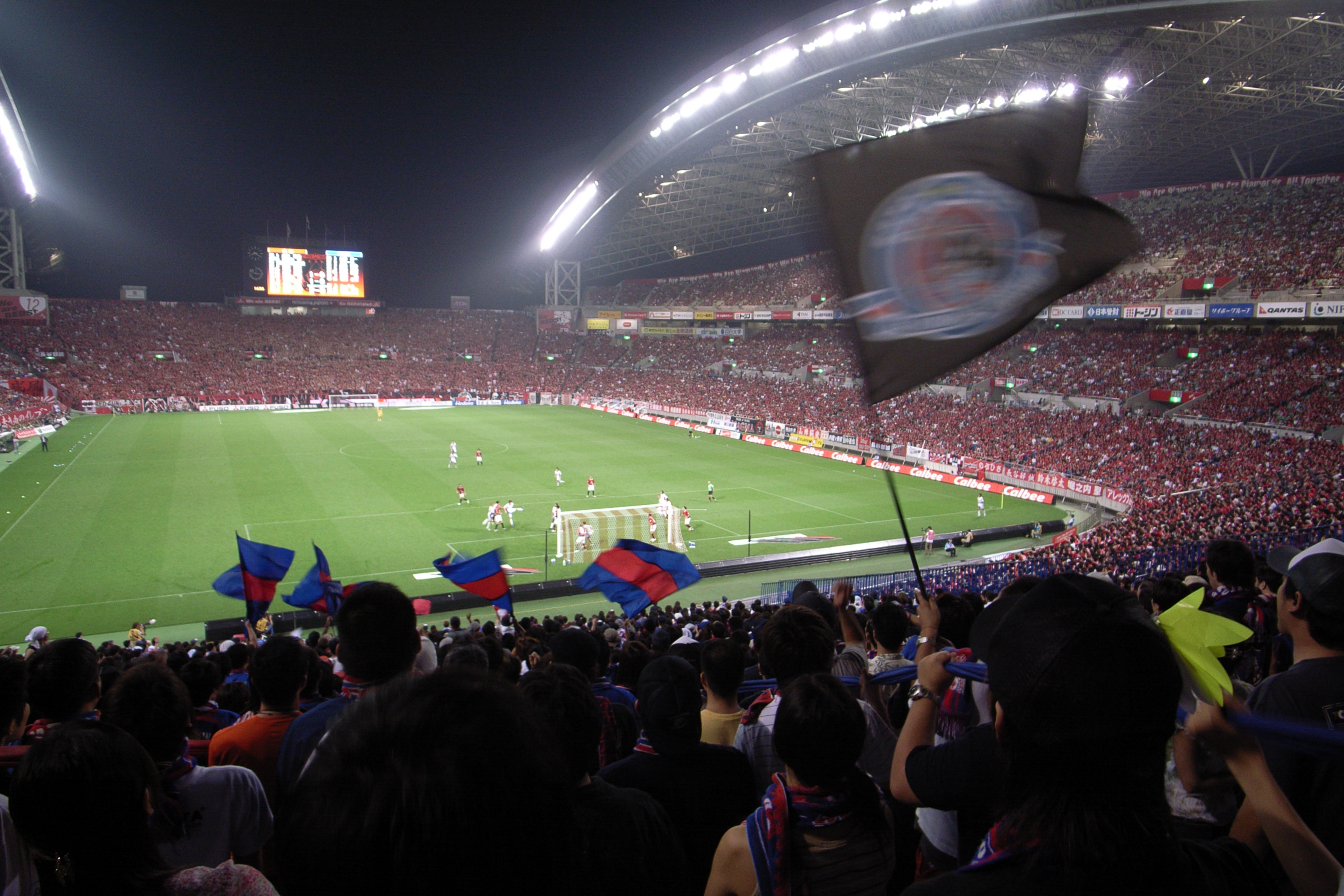
サッカーは、1993年に国内プロリーグが開幕して以降、最も人気のあるスポーツの1つとなった。2006年11月9日、埼玉スタジアム2002にて。

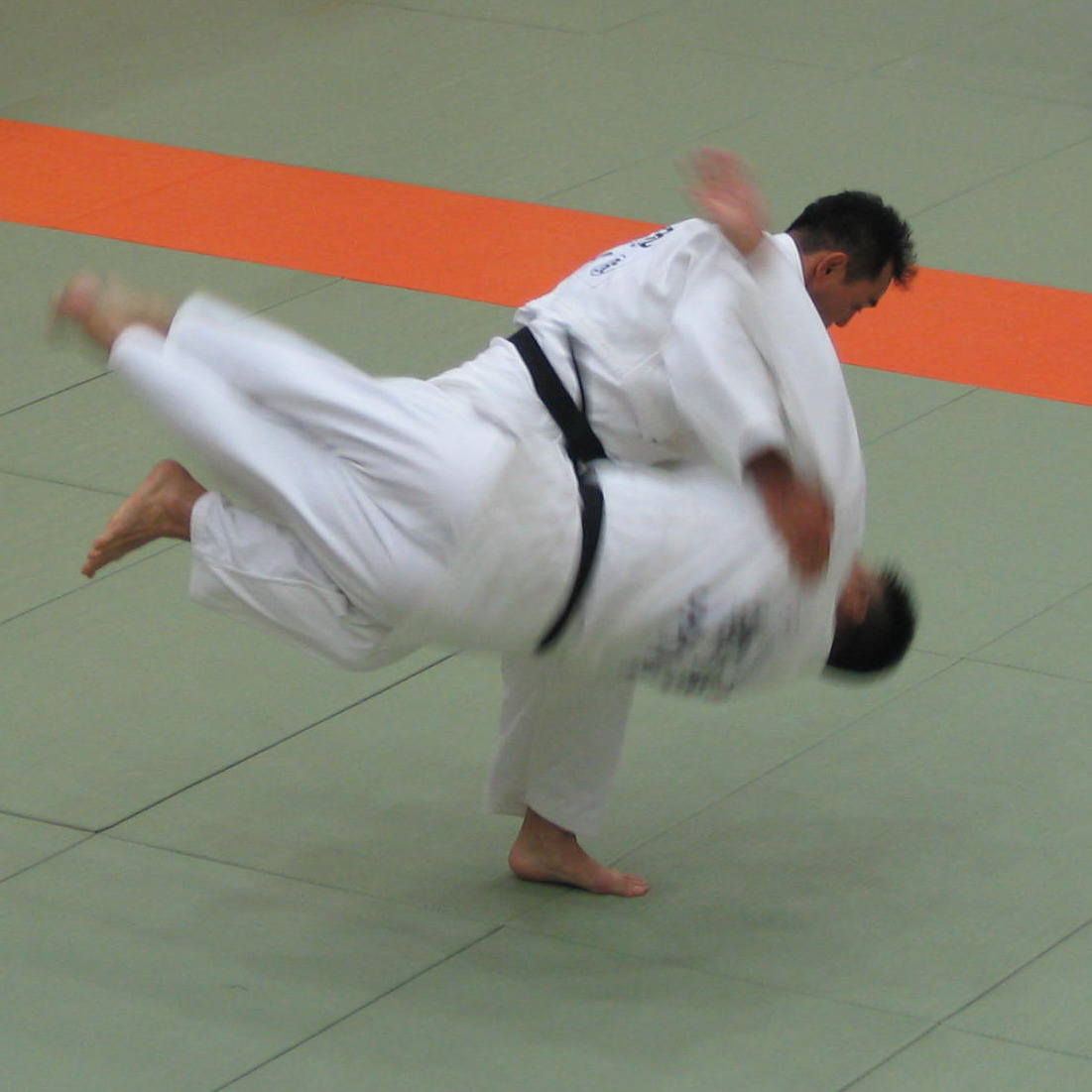
日本発祥の柔道は国外でも人気があり、1964年からはオリンピックの競技として採用されている。

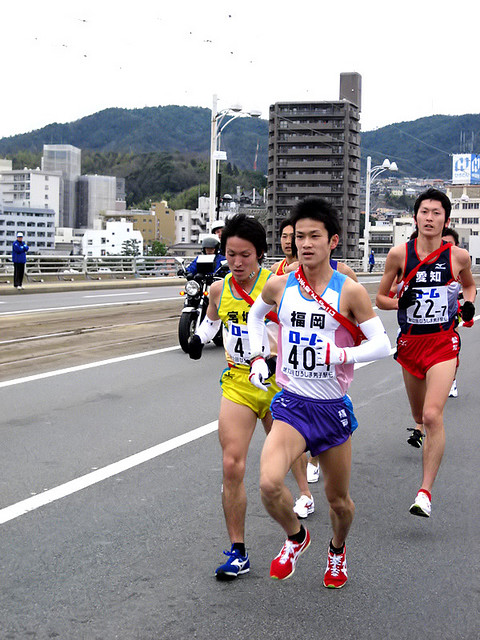
駅伝競走は日本発祥の陸上競技であり、主に冬季に行われる競技として人気が高い。2007年1月21日、第12回全国都道府県男子対抗駅伝の第7区・新己斐橋 (平和大通り)を力走する選手達。

日本のスポーツ（にほんのスポーツ）では、日本国内におけるスポーツ競技について記述する。
日本では、自らスポーツに参加することも、スポーツを観戦することもいずれも盛んである。
日本国内で盛んに報道されるスポーツとしては、野球、サッカー、相撲、ラグビー、フィギュアスケートなどが挙げられる。
古来から続く相撲は日本の国技と言われている。日本伝統の武道として柔道、剣道、弓道、居合道などがある。

## 歴史
日本での最古のスポーツは、弓術と狩りであると考えられている。蹴鞠は飛鳥時代に行われていたことが知られている。相撲は飛鳥時代かそれ以前から行われていたと考えられている。鷹狩りはモンゴルの風習に強く影響を受けていて、飛鳥時代から始まったとされている。
相撲はスポーツというだけではなく、宗教的な儀式である。これは、伝統的な日本のスポーツの持つ特徴のひとつである。相撲のしきたりの多くは、神道と密接に関連していて、古代相撲の中には純粋な宗教儀式もあり、取組の勝敗を通じて神への意思伝達を行う場であるとされていた。なお、占いのひとつとして行われる取組もあり、例えば、漁師と農民の取組にて漁師が勝つと、その年は豊漁となると考えられていた。
格闘技の多くは、鎌倉時代が出発点となっている。弓道は文字通り弓矢の技術を競うスポーツであり、弓術として一般に広まって侍の娯楽となっていた。流鏑馬も鎌倉時代にスポーツとして始まったが、現在では宗教儀式となっている。狩りも一般的なスポーツとなり、犬が狩りの助けとして使われるようになった。狩りを模して放した犬に矢を当てるスポーツもあり、犬追物とも呼ばれた。
江戸時代には、余暇を楽しむ方法としてスポーツが一般に行われるようになった。弓道は将軍や大名が娯楽として奨励して、記録を競うだけではなく、大々的な競技会としても開催されるようになった。1686年4月26日には和佐大八郎という侍が、24時間で13,053本中8,133本を射当てるという比類なき記録を作った。これは京都三十三間堂にて行われた通し矢であり、天井が2.2メートルしかない120メートルの廊下で的を射るというだけでも注目に値する。ちなみにオリンピックで行われるアーチェリーでは一般に70メートルの距離で競技が行われる。柔術のような格闘技は一般的であったが、他流派との試合は行われず、もっぱら同じ流派内での試合のみが行われていた。なお、幕末に欧米文化に触れるまで日本には「スポーツ」に当たる概念はなかった。
明治維新以降、スポーツは学校教育の一環として取り入れられた。1901年に時事新報社が長距離走の「不忍池一二時間70マイル走」を開催しているが、これは日本におけるメディア・スポーツの先駆けとされる。
野球は1871年（明治4年）にアメリカから伝えられ、その後も全国へ普及し、現在でも盛んに行われている。日本の野球はまず大学野球で人気が高まり、ついで旧制中学校へ広がった。1915年には第1回全国中等学校優勝野球大会が行われている。第二次世界大戦前は学校間での対抗試合が多くの人々の興味を引きつけており、日本初のラジオによるスポーツ実況中継が行われたのも1927年の第13回全国中等学校優勝野球大会であった。本格的なプロ野球は1936年に日本職業野球連盟として始まり、当初は学生野球に比べて人気は低かったものの、戦後にラジオやテレビのスポーツ放送が普及するにつれ、プロ野球の人気も高まった（野球の歴史#日本における野球の歴史も参照）。
野球とプロレスはテレビでは中心番組であり、ボクシングと相撲は定期的に放送されていた。当初は、スポーツを生中継してもたとえ視聴が無料であれ、多くの人々が家庭で見るようになるかどうかは懐疑的に見られていた（実際にはテレビ受像器は無料ではない）。しかし、実際にはスポーツの生中継に対する関心は高まってテレビが売れるようになるとスポーツのテレビ放送が一般化した。
テレビ放送が定着するにつれて定期的に放送される野球・相撲・プロレスはさらなる注目を浴びプロスポーツとして成功する一方、放送されることの少ないアマチュアスポーツの地位が相対的に低下するという現象が見られるようになる。スポーツはしないが鑑賞を好むという層も拡大しスポーツのビジネス化が進んだ。選手の活躍に合わせビジネス化の波をうまく捉えて大きな注目を浴びた種目には、F1・サッカーがあげられる。日本国内の認知度は低いが、アメリカンフットボールでは本場アメリカに次ぐ実力を有する強豪国として知られている。
20世紀末から21世紀に入ると、国内で常に高い人気を誇ってきたプロ野球に構造的な転換が生じてきた（観客のテレビ視聴から地元チームへの生観戦への移動）。さらには、百年構想や地域密着という理念を掲げ、プロリーグ（Jリーグ）を誕生させたサッカー界に端を発し、バレーボール、バスケットボール、ラグビー、卓球、ハンドボール、フットサルの相次ぐプロ化、アイスホッケーの国際リーグ創設（アジアリーグアイスホッケー）など、かつてアマチュアスポーツとして注目度の低さに悩んだ種目の改革が図られ、見るスポーツの多様化が進んでいる。

## 学校とスポーツ
日本国内ではいかなる年代でもスポーツをする機会があり、地域の中でも学校がスポーツのための重要な役割を担っている。幼稚園や小学校低学年の児童は安価にスポーツクラブにて活動できる。小学5年生頃になると、放課後のクラブ活動へ自由に参加できるようになるケースがある。中学校や高校でも学校のクラブやチームに参加することができる。アメリカとは異なり、高校卒業後にすぐプロレベルでレギュラーとして活動をはじめることは稀である。一方、学校とは別に柔道や空手など伝統的な格闘技は、地元の道場に参加することで4～5歳から始めることができる。また、20世紀後半から水泳や体操といった競技では学校の他に私設のクラブ（スイミングスクールなど）がエリート教育に重要な役割を担っている。こうした例ではサッカーもプロクラブを頂点として選手教育に着手しており、学校教育とは違った場でのスポーツ参加の機会が拡大している。

## 日本での「スポーツ」の意味合い
英語のsports（sportの複数形）をその音からカタカナでスポーツと表現される。sportという単語は江戸時代後期の英和辞典に見られるが、スポーツという日本語が定着したのは大正年間のことである。
明治以来の富国強兵、殖産興業の国策を執っていた日本では、遊び戯れるという意味のスポーツが公には肯定されず、国民体育としてスポーツが認識されるようになり、昭和初期には原義とは異なった価値観で発展を遂げた。
体育（すなわち体の発育を促す教育）において結果的に運動を伴う「スポーツ」が頻繁に用いられるため、体育=スポーツ、または肉体運動=スポーツという価値観が強く根付いている。
そのため、通勤に自転車という交通手段を使用する事をスポーツと称したり（ヨーロッパでは1900年代前半からロードレースが行われている）、体脂肪の燃焼の為に競技・遊戯性の無い運動（単純なエアロビクスダンスなど）をした事をスポーツと称する場合も見られる（エアロビクスダンスは、正式にルールに則った競技性のあるスポーツが存在する）。
従ってマインドスポーツと言われ、欧州では新聞のスポーツ面でチェスや囲碁が扱われ、国際スポーツ大会の種目になっており、五輪の公式競技採用を目指しているという事実に対しては、日本では違和感が強い。例えば、学校のクラブ活動で「体育部」には囲碁部は入らないが、スポーツ部であれば囲碁部が該当する。逆に体育の授業にはスポーツに該当しないものもあり、体の発育を目的に行う、競技・遊戯性の伴わない鉄棒・床・平均台を用いた運動はスポーツではない。これらをスポーツにした物は体操競技である。
このような歴史からボウリングやカーリング、射撃、けん玉、ダーツ、雪合戦や鬼ごっこ、テレビゲームなど、元となった英語ではスポーツの範疇に含まれるものでも、日本人が想像するスポーツの印象からは外れるものが多く存在する。アジアオリンピック評議会がアジア室内競技大会の種目としてコンピュータ・ゲームを「eスポーツ」として採用する事を決定した際には、JOC（日本オリンピック委員会）でさえ「そもそもスポーツと言えるのか」と違和感を示した。
俗に体育会系と称される価値観・属性が、著しくスポーツマンシップを逸脱する場合があるのもこの両者が本来別物であり、発展した背景が異なっている為である。

## 日本のスポーツ育成

### スポーツ環境
日本では諸外国、とりわけヨーロッパ諸国に見られるような幼少・少年期から青年・成人期に至るまで、所属可能なクラブチームは発達していない。
小学生以下の年齢層では自治体が主催する大会への出場を目指すスポーツクラブでの活動が多く、中学、高校、大学といった年齢層では学校での部活動が中心となり、少年期・青年期のスポーツ活動は自治体や学校教育期間が支えているという側面が強い。一方で、日本のスポーツ環境は体罰やいじめの温床となっており教育業界では問題視されつつある。テニスやゴルフに見られるように、IMGなど強大な政治力と資金力を持つ団体が支える競技では、才能があると認められれば少年期から海外留学を行うといった活動も可能ではあるが、多くの競技では部活動に頼らざるを得ない。学校卒業後にスポーツを続ける場合は、企業が抱える実業団に入団するのが一般的である。企業によっては長い歴史を誇る名門チームも存在し、日本における高い競技性を保有する重要な位置を占めている。実際オリンピックなどに出場する選手の大半は、この実業団かそれに相当する団体の所属選手である。会社に就職する形でスポーツを行う者と、契約によってチームに所属する、実質プロフェッショナル活動を行っている者が存在する。競技によってはプロフェッショナル組織が存在し、その代表的なものがNPBとJリーグである。これらの組織はスポーツを興行として行うことで収益を上げ、選手はそこで報酬をもらって活動を行っている。

### スポーツ支援
上述したように、日本においては少年期では地域のクラブチームが、青年期では学校教育機関が、成人期では実業団またはプロフェッショナルが個別にスポーツを支えており、幼少期から成人期にいたるまでの一貫した育成計画が構成されていない。このような体制の弊害として、大きな競技力を持つ実業団が所有企業の業績悪化により廃部となった場合などの救済措置の遅れや競争力の低下が上げられる。一方、中学・高校では多忙な教職員がチームの顧問を兼任するなど負担が大きくなっており、早期の問題解決が望まれている。

### スポーツ費用
通常、各種スポーツ協会が有力選手を強化選手に指定するなどして遠征費用など資金面から選手を支えているが、当然その団体もその資金を調達する必要がある。比較的に国内人気の高い競技では資金調達はそれほど難しいことではないが、宣伝効果の乏しい競技では民間からのスポンサー獲得は困難であり、国からの支援に頼らざるを得ない。この場合、資金の出所は国民の税金となるが高額の税金を使用する場合は、その用途が国民全体の利益に適うことが大原則とされている。すなわち、競技者が競技を行い成果を収めることが国民の利益になることを提示しなければならないが、そのような活動が十分に行われているとは言いがたい。2009年の行政刷新会議においてスポーツ関係の費用が削減されたことに対してJOCやスポーツ選手が抗議会見を行ったが、同様に科学技術関係の費用削減に対して行われた「8大学工学系研究科長懇談会」による抗議会見に比すると、国民やメディアの反応は小さくなかった。これは、ヨーロッパをはじめスポーツに配分する予算の比率が比較的高い国ではスポーツ選手の社会貢献活動や福祉活動が一般化しており、スポーツ選手自身が世論の理解を得るべく活動を行っているのに対し、日本ではそのような活動が活発とはいえないことに起因していると言われている。競技によっては「競技場」そのものが姿を消し、競技を行う事すら出来ない危機的な状態に陥る事もある。特に冬季スポーツに顕著であり、相次ぐアイスリンクの閉鎖に伴い、トリノオリンピック・金メダリストでフィギュアスケート選手の荒川静香が、優勝後の会見で選手育成の為に環境を整える事を訴えるなどしている。

### その他の状況
スポーツ立国戦略
2010年8月26日、文部科学省が『スポーツ立国戦略』を発表した。2015年にスポーツ庁が設置され、スポーツ行政の一元化が図られている。
プロスポーツチームが存在しない都道府県
2023年現在において、47都道府県でプロスポーツリーグに所属しているチームをもたないのは和歌山県のみとなっている。かつては宮崎県にも存在していなかったが、2021年にテゲバジャーロ宮崎がJリーグ（J3）に入会したため解消された。
和歌山県にはJリーグ加盟を目指すクラブの1つである『アルテリーヴォ和歌山』が存在しており、関西サッカーリーグ（1部）に所属している。さらにバスケットボールでも、和歌山トライアンズとワンリーズ和歌山が『Bリーグ』への参入を目指している。

## 人気のプロスポーツ
|                             | 2000年 | 2003年 | 2006年 | 2009年 | 2012年 | 2015年 | 2017年 | 2023年 |
| --------------------------- | ------ | ------ | ------ | ------ | ------ | ------ | ------ | ------ |
| 野球（NPB）                 | 58.1 % | 60.0 % | 53.7 % | 50.8 % | 45.9 % | 41.7 % | 45.2 % | 53.1 % |
| サッカー（J1）              | 17.4 % | 28.6 % | 23.6 % | 21.6 % | 30.2 % | 29.0 % | 25.0 % | 24.3 % |
| テニス                      | N/A    | N/A    | N/A    | N/A    | N/A    | 22.4 % | 21.7 % | 9.9 %  |
| 大相撲                      | 33.8 % | 22.9 % | 21.2 % | 19.4 % | 16.3 % | 20.4 % | 27.3 % | 18.5 % |
| ゴルフ（JGTO）              | 11.7 % | 14.2 % | 13.4 % | 15.5 % | 16.5 % | 14.2 % | 13.7 % | 10.4 % |
| カーレース（F1）            | 7.8 %  | 10.4 % | 7.1 %  | 6.8 %  | 7.6 %  | 6.5 %  | 5.2 %  | 5.4 %  |
| バスケットボール（Bリーグ） | N/A    | N/A    | N/A    | N/A    | N/A    | N/A    | 6.0 %  | 8.9 %  |
| ボクシング                  | 9.2 %  | 12.4 % | 10.1 % | 9.1 %  | 8.4 %  | 6.4 %  | 9.2 %  | 8.7 %  |
| プロレス                    | 5.8 %  | 8.6 %  | 5.9 %  | 3.5 %  | 3.7 %  | 3.5 %  | 3.8 %  | 4.0 %  |

1. ↑  “第8回 人気スポーツ調査”. 2016年3月8日閲覧。 (PDF)
2. ↑  “第11回 人気スポーツ調査”. 2016年3月9日閲覧。 (PDF)
3. ↑  “第14回 人気スポーツ調査”. 2016年3月9日閲覧。 (PDF)
4. ↑  “第17回 人気スポーツ調査”. 2016年3月9日閲覧。 (PDF)
5. ↑  “第20回 人気スポーツ調査”. 2016年3月9日閲覧。 (PDF)
6. ↑  “第23回 人気スポーツ調査”. 2016年3月8日閲覧。 (PDF)
7. ↑  “第25回 人気スポーツ調査”. 2017年12月29日閲覧。 (PDF)
8. ↑  “第31回 人気スポーツ調査”. 2023年8月10日閲覧。 (PDF)

## 日本で行われるスポーツの一覧
日本における伝統的なスポーツの多くは技能を磨くものであり、対戦相手のいないスポーツもある。チームスポーツは2つのグループ間での試合であり、勝敗は個々の試合結果の集計によって決まる。スポーツの中には輸入されて一般化したものが多く、日本で競技されていないスポーツを見つけるのは困難である。一方、輸入したスポーツのいくつかの要素を変更して生み出した新しいスポーツも存在している。本来、スポーツとは西洋の概念であることから近代以前の勝敗を争うような身体活動は単に「競技」、または戦闘技術に関するものは「武術」や「武道」などと呼ぶことが多い。

### 伝統スポーツ
- 狩り
- 古武道 （弓術・剣術・柔術・槍術・手裏剣術・十手術・居合術・鎖鎌術など多数、日本馬術（騎射三物）・日本泳法を含む。）
- 琉球古武道（棒術・釵術・トンファー術・双節棍（ヌンチャク）術・三節棍・鎌術・鉄甲術・鎖手裏剣（するじん）術・矛盾（てんべーろーちん）術など多数。）
- 琉球武道（沖縄空手・沖縄角力）
- 現代武道（弓道・剣道・柔道・空手道・相撲・合気道・銃剣道・薙刀道・日本拳法・少林寺拳法）
- 新武道（躰道・空道・抜刀道・短剣道・太気拳など多数。）
- 腕相撲
- 竹相撲
- 綱引き
- 力石
- 蹴鞠
- 毬杖
- 打毬
- ハマ投げ
- 鷹狩り
- 凧揚げ
- 闘犬
- 闘牛
- けん玉

### 輸入スポーツ
- オートレースのモータースポーツ (F1、スポーツカーといった自動車競技、ロードレース、モトクロスといったオートバイ競技も含む。)
- オリエンテーリング、アドベンチャーレースなど山野での競技
- 競馬
- 西洋馬術
- サッカー、ビーチサッカー、ブラインドサッカー、フットサルのサッカー競技
- アメリカンフットボール
- 卓球、パラ卓球
- テニス、車椅子テニス
- ゴルフ
- バスケットボール、車椅子バスケットボール
- バレーボール、ビーチバレー、シッティングバレーボール
- スカッシュ
- 陸上競技（マラソンも含む。）
- 野球
- ソフトボール
- クリケット
- ラクロス
- 体操競技（器械体操・新体操・トランポリンも含む。）
- バドミントン、パラバドミントン
- ホッケー
- フェンシング
- ハンドボール、ビーチハンドボール
- スポーツクライミング
- ラグビー、7人制ラグビー、ウィルチェアーラグビーのラグビー競技
- 自転車競技（ロードレース、BMXも含む。）
- トライアスロン
- ウェイトリフティング（重量挙げ）、パワーリフティング
- スキー、アルペンスキー、スキージャンプ、ノルディック複合競技、クロスカントリースキー、バイアスロン、フリースタイルスキー、スノーボード、フィギュアスケート、スピードスケート、ショートトラックスピードスケート、アイスホッケー、バンディ、カーリング、ボブスレー、リュージュ、スケルトンのウィンタースポーツ
- パラアルペンスキー、パラクロスカントリースキー、パラバイアスロン、パラスノーボード、アイススレッジホッケー、車椅子カーリングのパラウィンタースポーツ
- サーフィン、カヌー、ボート、セーリング、水泳、アーティスティックスイミング、飛込競技、水球、オープンウォータースイミング、フィンスイミング、スキューバダイビング、カヌーポロ、水上スキー、ウェイクボード、ライフセービング、インドアローイングのウォータースポーツ
- 射撃、アーチェリー、エアーガン射撃といった射的競技
- KanJam (カンジャム) といったフライングディスク競技
- スケートボード
- テコンドー（跆拳道）
- ムエタイ（泰拳）
- サンボ（三宝）
- 格闘技（レスリング、プロレス、ボクシング、ブラジリアン柔術、ヨーロピアン柔術、総合格闘技、グラップリング）
- 近代五種
- セパタクロー
- ボッチャ
- Mölkky（モルック）
- ゴールボール
- ドッジボール
- カバディ
- eスポーツ
- 縄跳び
- 斧投げ（アックス スローイング）
- ブレイクダンス、競技ダンス
- ローラースポーツ
- ダーツ
- チェス
- ビリヤード
- ペタンク
- スポールブール
- フロアボール
- コーフボール
- スカイスポーツ
- ボウリング

### 日本起源の競技
- 駅伝
- 競艇
- 競輪
- ゲートボール（門球）
- ポートボール（港球）
- 軟式排球（ソフトバレーボール）
- パンポン（板球）
- パークゴルフ
- マレットゴルフ
- グラウンド・ゴルフ
- ビーチフットボール
- 軟式庭球（ソフトテニス）
- タスポニー
- 男子新体操
- 軟式野球
- 撓競技
- キックボクシング
- コンバットレスリング
- シュートボクシング
- 修斗
- K-1
- スポーツチャンバラ
- スポーツ吹矢
- スポーツ鬼ごっこ
- 雪合戦
- 騎馬戦
- 棒倒し
- ウエルネスダーツ
- 日本式太極拳（健康太極拳・メディカル気功太極拳）